# Dorsal de les Galápagos
La dorsal de les Galápagos és una frontera divergent que es troba entre la costa sud-americana i la triple cruïlla de la placa de Nazca, la placa de Cocos i la placa del Pacífic. Les volcànicament actives illes Galápagos estan situades en el punt calent de les Galápagos sobre la dorsal Galápagos. La placa de Galápagos és una petita placa sobre la dorsal, al sud-est de la triple cruïlla.
La dorsal de les Galápagos és una dorsal actualment activa. El volcà a l'illa Fernandina, l'illa situada més a l'oest de la serralada, va entrar en erupció el 12 de maig de 2005, escopint una columna de cendra que s'alçà fins a 7 km des de la fissura en el vessant oest del volcà. La cendra volcànica caigué sobre l'illa veïna d'Isabela. El volcà Alcedo de l'illa Isabela entrà en erupció per últim cop la dècada de 1950.